# 非バルビツール酸系
非バルビツール酸系（non-barbiturates）とは、バルビツール酸系の致死性や依存性といった副作用を改良しようと合成された物質の総称である。トランキライザー（精神安定剤）の一群である。依存や乱用や催奇性の副作用が問題となり市場から消えていった。メプロバメート（アトラキシン）、サリドマイド（イソミン）、メタカロン（ハイミナール）といった1950年代以降に合成された物質が中心となる。後に同じような用途では、ベンゾジアゼピン系の薬が用いられるようになった。
1954年には、エチナメート（バラミン）やメプロバメート、またグルテチミドが合成され、1956年にはサリドマイド、1959年にメタカロンが合成される。
1955年にはアメリカでメプロバメートが、ミルタウンやエクワニルといった商品名で販売され「トランキライザー〔ママ〕」として反響を呼び大衆のブームとなる。1957年初頭に日本でもメプロバメートがアトラキシン、またエリナ、ハーモニンなどの商品名で市販され、「トランキライザー〔ママ〕」として新聞広告で宣伝された。世界保健機関による薬物の専門委員会の1957年の、報告書でも静穏剤（Traquilizing Drug）、アタラシックなどが非常に急速に使用量が増えて、バルビツール酸系と似た離脱症状が生じているという報告がなされている。
1960年5月には、ハイミナールやネネといった睡眠薬が乱用されていることが『精神医学』誌に報告されている。また、1961年2月施行の薬事法による習慣性医薬品の指定が行われ、メプロバメートなど一部が指定された。しかし習慣性医薬品の措置は形骸化していた。1961年10月の「睡眠薬の取締りについての通達」（昭和36年10月3日薬発399号）では、ハイミナールとバラミン、またバルビツール酸系薬2種類が、非行青少年に「悪用されている主な睡眠薬名」として挙げられている。1961年11月には、睡眠薬遊びと呼ばれるハイミナールなどの睡眠薬の乱用が問題になり、未成年への販売規制もされていると報道された。
サリドマイドには、催奇形性があることから、1962年に厚生省が製造販売の中止を勧告した。
先の習慣性医薬品の形骸化のため、1971年にもメプロバメートはいまだ市販状態で手に入った。12月10日に京都大学医学部附属病院の川合仁が、メプロバメート製剤の販売中止の要望書を、厚生省と製薬企業に送付したことが新聞に掲載される。内容は、常用癖がつく薬剤であり、その後に服用を中止すると、痙攣や幻覚などを起こすということであった。これについて新聞でも記事が書かれ、報道を受けて第一製薬はアトラキシンの出荷を停止し、12月27日に厚生省は精神安定剤すべてを指定医薬品に指定した。1975年にはメタカロンが要指示薬品となる。
メプロバメートの売れ行きをみてスターンバックが似たような薬を開発し、これは後にベンゾジアゼピン系の薬となる。

## 規制
乱用薬物を規制する国際条約、向精神薬に関する条約において、以下の指定がある。
- スケジュールII メタカロン
- スケジュール III グルテチミド
- スケジュールIV メプロバメート、エチナメート